# میلوش هرستیچ
میلوش هرستیچ (کرواتی: Miloš Hrstić؛ زادهٔ ۲۰ نوامبر ۱۹۵۵) بازیکن سابق و مربی فوتبال اهل کرواسی است.
از باشگاه‌هایی که در آن بازی کرده‌است می‌توان به باشگاه فوتبال دپورتیوو لاکرونیا اشاره کرد.
وی همچنین در تیم ملی فوتبال یوگسلاوی بازی کرده است.